# Larry Black
Pour les articles homonymes, voir Black.
Lawrence "Larry" J. Black est un athlète américain spécialiste du sprint, né le 20 juillet 1951 à Miami (Floride) où il est mort le 8 février 2006, 
En 1972 à Munich, il remporte le titre olympique du relais 4 × 100 mètres, et une médaille d'argent sur 200 mètres. 
Sur le 200 mètres, Black a la malchance de courir à la corde (le couloir numéro un), plus difficile à négocier dans le virage. Ce handicap l'empêche de rivaliser avec le Soviétique Valeriy Borzov qui, après avoir déjà remporté le 100 mètres, s'impose sur le 200 m en 20 s 00, devant Black crédité de 20 s 19.
À l'occasion de la course olympique du relais américain, Black remporte le titre olympique, avec ses compatriotes Gerald Tinker, Robert Taylor, et Eddie Hart. Le record du monde est égalé avec un temps de 38 s 19 secondes.
Il meurt, à Miami, d'une rupture d'anévrisme le 8 février 2006 à l'âge de 54 ans. 

## Palmarès

### Jeux olympiques
- Jeux olympiques 1972 à Munich ( Allemagne de l'Ouest)
  -  Médaille d'argent sur 200 m
  -  Médaille d'or en relais 4 × 100 m